# عبد الله خميس
عبد الله خميس (مواليد 28 مارس 1992) هو لاعب كرة قدم إماراتي-عماني ، يجيد اللعب كظهير أيسر ، ويلعب حاليًا في نادي دبا الحصن الإماراتي.

## مسيرة اللاعب
لعب سابقاً في الفئات السنية في النادي الأهلي و لعب بعدها مع نادي الوصل ونادي حتا ونادي خورفكان ونادي دبا الفجيرة ونادي دبا الحصن.

## روابط خارجية
- عبد الله خميس على موقع أرشيف الشارخ.
- عبد الله خميس على موقع Soccerway.com (الإنجليزية)